# Truncadaphne
Truncadaphne là một chi ốc biển, là động vật thân mềm chân bụng sống ở biển trong họ Conidae.

## Các loài
Các loài thuộc chi Truncadaphne bao gồm:
- Truncadaphne permiscere (Nowell-Usticke, 1969)[2]